# Davis Cup 2021 – baráž 1. světové skupiny
Baráž 1. světové skupiny Davis Cupu 2020 se konala 6.–9. března 2020. Nastoupilo do ní dvacet čtyři družstev, které vytvořily dvanáct párů. Jednotlivé dvojice odehrály dvoudenní vzájemná mezistátní utkání ve formátu na tři vítězné body (čtyři dvouhry a čtyřhra). Jeden z členů dvojice hostil duel na domácí půdě. Vítězové postoupili do I. světové skupiny a na poražené čekala účast ve 2. světové skupině probíhajícího ročníku. Odehrání obou světových skupin bylo naplánováno na březen a září 2021.

## Týmy
Účast v baráži si zajistilo dvacet čtyři týmů:
- 12 poražených týmů z baráží 1. skupin kontinentálních zón 2019.
- 12 vítězných týmů z baráží 2. skupin kontinentálních zón 2019.

Nasazené týmy
- Barbados
- Bosna a Hercegovina
- Čína
- Dominikánská republika
- Finsko
- Izrael
- Libanon
- Pákistán
- Portugalsko
- Švýcarsko
- Ukrajina
- Venezuela

Nenasazené týmy
- Bolívie
- Jižní Afrika
- Litva
- Mexiko
- Norsko
- Nový Zéland
- Peru
- Rumunsko
- Slovinsko
- Thajsko
- Tchaj-wan
- Turecko

## Přehled zápasů
| Baráž 1. světové skupiny – 6. až 9. března 2020 | Baráž 1. světové skupiny – 6. až 9. března 2020 | Baráž 1. světové skupiny – 6. až 9. března 2020 | Baráž 1. světové skupiny – 6. až 9. března 2020 | Baráž 1. světové skupiny – 6. až 9. března 2020 | Baráž 1. světové skupiny – 6. až 9. března 2020 | Baráž 1. světové skupiny – 6. až 9. března 2020 |
| Domácí                                          | výsledek                                        | hosté                                           | místo konání                                    | areál / hala                                    | povrch                                          | zdroj                                           |
| ----------------------------------------------- | ----------------------------------------------- | ----------------------------------------------- | ----------------------------------------------- | ----------------------------------------------- | ----------------------------------------------- | ----------------------------------------------- |
| Ukrajina                                        | 3–2                                             | Tchaj-wan                                       | Záporoží                                        | Palác sportů                                    | tvrdý (h)                                       | [ 2 ]                                           |
| Pákistán                                        | 0–0                                             | Slovinsko                                       | Islámábád                                       | Pákistánský sportovní komplex                   | tráva                                           | [ 3 ]                                           |
| Bolívie                                         | 3–1                                             | Dominikánská republika                          | Santa Cruz de la Sierra                         | Club de Tenis Santa Cruz                        | antuka                                          | [ 4 ]                                           |
| Turecko                                         | 1–3                                             | Izrael                                          | Antalya                                         | Club Megasaray Tennis Centre                    | antuka                                          | [ 5 ]                                           |
| Bosna a Hercegovina                             | 3–1                                             | Jižní Afrika                                    | Zenica                                          | Arena Zenica                                    | tvrdý (h)                                       | [ 6 ]                                           |
| Mexiko                                          | 2–3                                             | Finsko                                          | Metepec                                         | Club Deportivo La Asunción                      | antuka                                          | [ 7 ]                                           |
| Libanon                                         | 3–1                                             | Thajsko                                         | Džunija                                         | Automobile and Touring Club of Lebanon          | antuka                                          | [ 8 ]                                           |
| Nový Zéland                                     | 3–1                                             | Venezuela                                       | Auckland                                        | ASB Tennis Centre                               | tvrdý                                           | [ 9 ]                                           |
| Peru                                            | 3–1                                             | Švýcarsko                                       | Lima                                            | Club Lawn Tennis de la Exposición               | antuka                                          | [ 10 ]                                          |
| Norsko                                          | 4–0                                             | Barbados                                        | Oslo                                            | Tenisová aréna Oslo                             | tvrdý (h)                                       | [ 11 ]                                          |
| Litva                                           | 0–4                                             | Portugalsko                                     | Šiauliai                                        | Tenisová akademie Šiauliai                      | tvrdý (h)                                       | [ 12 ]                                          |
| Rumunsko                                        | bez boje                                        | Čína                                            | Piatra Neamț                                    | Sala Polyvalenta                                | tvrdý (h)                                       | [ 13 ]                                          |

## Barážové zápasy

### Ukrajina vs. Tchaj-wan
| | Ukrajina | 3 :                                                                   | 2    | Tchaj-wan |     |  |
| --- | -------- | --------------------------------------------------------------------- | ---- | --------- | --- |  |
| Palác sportů, Záporoží, Ukrajina 6.–7. března 2020 tvrdý (h) |          |                                                                       |      |           |     |  |
| \| \| \| \| 1. \| 2. \| 3. \| \| \| -- \| \| --------------------------------------------------------------------- \| ---- \| --- \| --- \| \| \| 1. \| \| Serhij Stachovskyj Tseng Chun-hsin \| 6 3 \| 1 6 \| 2 6 \| \| \| 2. \| \| Illja Marčenko Wu Tung-lin \| 4 6 \| 4 6 \| \| \| \| 3. \| \| Denys Molčanov / Serhij Stachovskyj Hsieh Cheng-peng / Yang Tsung-hua \| 64 7 \| 6 4 \| 6 4 \| \| \| 4. \| \| Serhij Stachovskyj Wu Tung-lin \| 7 63 \| 4 6 \| 6 3 \| \| \| 5. \| \| Illja Marčenko Tseng Chun-hsin \| 6 3 \| 6 2 \| \| \| \| \| \| \| \| \| \| \| \| \| \| \| \| \| \| \| \| \| \| \| \| \| \| \| \| \| \| \| \| \| \| \| \| \| \| \| \| \| \| \| |          |                                                                       |      |           |     |  |
| |          |                                                                       | 1.   | 2.        | 3.  |  |
| 1. |          | Serhij Stachovskyj Tseng Chun-hsin                                    | 6 3  | 1 6       | 2 6 |  |
| 2. |          | Illja Marčenko Wu Tung-lin                                            | 4 6  | 4 6       |     |  |
| 3. |          | Denys Molčanov / Serhij Stachovskyj Hsieh Cheng-peng / Yang Tsung-hua | 64 7 | 6 4       | 6 4 |  |
| 4. |          | Serhij Stachovskyj Wu Tung-lin                                        | 7 63 | 4 6       | 6 3 |  |
| 5. |          | Illja Marčenko Tseng Chun-hsin                                        | 6 3  | 6 2       |     |  |
| |          |                                                                       |      |           |     |  |
| |          |                                                                       |      |           |     |  |
| |          |                                                                       |      |           |     |  |
| |          |                                                                       |      |           |     |  |
| |          |                                                                       |      |           |     |  |

### Pákistán vs. Slovinsko
| | Pákistán |                                                            |     | Slovinsko |    |  |
| --- | -------- | ---------------------------------------------------------- | --- | --------- | -- |  |
| Pákistánský sportovní komplex, Islámábád, Pákistán 8.–9. března 2020 tráva |          |                                                            |     |           |    |  |
| \| \| \| \| 1. \| 2. \| 3. \| \| \| -- \| \| ---------------------------------------------------------- \| --- \| -- \| -- \| \| \| 1. \| \| Ajsám Kúreší Nik Razboršek \| 4 6 \| \| \| \| \| 2. \| \| Aqeel Khan Blaž Kavčič \| \| \| \| \| \| 3. \| \| Aqeel Khan / Ajsám Kúreší Blaž Kavčič / Tom Kočevar-Dešman \| \| \| \| \| \| 4. \| \| Ajsám Kúreší Blaž Kavčič \| \| \| \| \| \| 5. \| \| Aqeel Khan Nik Razboršek \| \| \| \| \| \| \| \| \| \| \| \| \| \| \| \| \| \| \| \| \| \| \| \| \| \| \| \| \| \| \| \| \| \| \| \| \| \| \| \| \| \| \| \| \| |          |                                                            |     |           |    |  |
| |          |                                                            | 1.  | 2.        | 3. |  |
| 1. |          | Ajsám Kúreší Nik Razboršek                                 | 4 6 |           |    |  |
| 2. |          | Aqeel Khan Blaž Kavčič                                     |     |           |    |  |
| 3. |          | Aqeel Khan / Ajsám Kúreší Blaž Kavčič / Tom Kočevar-Dešman |     |           |    |  |
| 4. |          | Ajsám Kúreší Blaž Kavčič                                   |     |           |    |  |
| 5. |          | Aqeel Khan Nik Razboršek                                   |     |           |    |  |
| |          |                                                            |     |           |    |  |
| |          |                                                            |     |           |    |  |
| |          |                                                            |     |           |    |  |
| |          |                                                            |     |           |    |  |
| |          |                                                            |     |           |    |  |

### Bolívie vs. Dominikánská republika
| | Bolívie | 3 :                                                               | 1   | Dominikánská republika |    |            |
| --- | ------- | ----------------------------------------------------------------- | --- | ---------------------- | -- | ---------- |
| Club de Tenis Santa Cruz, Santa Cruz de la Sierra, Bolívie 6.–7. března 2020 antuka |         |                                                                   |     |                        |    |            |
| \| \| \| \| 1. \| 2. \| 3. \| \| \| -- \| \| ----------------------------------------------------------------- \| --- \| --- \| -- \| ---------- \| \| 1. \| \| Hugo Dellien José Hernández-Fernández \| 6 3 \| 6 4 \| \| \| \| 2. \| \| Federico Zeballos Roberto Cid Subervi \| 3 6 \| 4 6 \| \| \| \| 3. \| \| Hugo Dellien / Federico Zeballos Roberto Cid Subervi / Nick Hardt \| 6 3 \| 6 2 \| \| \| \| 4. \| \| Hugo Dellien Roberto Cid Subervi \| 7 5 \| 6 4 \| \| \| \| 5. \| \| Federico Zeballos José Hernández-Fernández \| \| \| \| nehrálo se \| \| \| \| \| \| \| \| \| \| \| \| \| \| \| \| \| \| \| \| \| \| \| \| \| \| \| \| \| \| \| \| \| \| \| \| \| \| \| \| \| |         |                                                                   |     |                        |    |            |
| |         |                                                                   | 1.  | 2.                     | 3. |            |
| 1. |         | Hugo Dellien José Hernández-Fernández                             | 6 3 | 6 4                    |    |            |
| 2. |         | Federico Zeballos Roberto Cid Subervi                             | 3 6 | 4 6                    |    |            |
| 3. |         | Hugo Dellien / Federico Zeballos Roberto Cid Subervi / Nick Hardt | 6 3 | 6 2                    |    |            |
| 4. |         | Hugo Dellien Roberto Cid Subervi                                  | 7 5 | 6 4                    |    |            |
| 5. |         | Federico Zeballos José Hernández-Fernández                        |     |                        |    | nehrálo se |
| |         |                                                                   |     |                        |    |            |
| |         |                                                                   |     |                        |    |            |
| |         |                                                                   |     |                        |    |            |
| |         |                                                                   |     |                        |    |            |
| |         |                                                                   |     |                        |    |            |

### Turecko vs. Izrael
| | Turecko | 1 :                                                      | 3    | Izrael |     |            |
| --- | ------- | -------------------------------------------------------- | ---- | ------ | --- | ---------- |
| Club Megasaray Tennis Centre, Antalya, Turecko 6.–7. března 2020 antuka |         |                                                          |      |        |     |            |
| \| \| \| \| 1. \| 2. \| 3. \| \| \| -- \| \| -------------------------------------------------------- \| ---- \| ---- \| --- \| ---------- \| \| 1. \| \| Cem İlkel Daniel Cukierman \| 64 7 \| 2 6 \| \| \| \| 2. \| \| Altuğ Çelikbilek Ben Patael \| 7 5 \| 1 6 \| 6 4 \| \| \| 3. \| \| Yankı Erel / Cem İlkel Daniel Cukierman / Jonatan Erlich \| 3 6 \| 1 6 \| \| \| \| 4. \| \| Cem İlkel Edan Lešem \| 2 6 \| 64 7 \| \| \| \| 5. \| \| Altuğ Çelikbilek Daniel Cukierman \| \| \| \| nehrálo se \| \| \| \| \| \| \| \| \| \| \| \| \| \| \| \| \| \| \| \| \| \| \| \| \| \| \| \| \| \| \| \| \| \| \| \| \| \| \| \| \| |         |                                                          |      |        |     |            |
| |         |                                                          | 1.   | 2.     | 3.  |            |
| 1. |         | Cem İlkel Daniel Cukierman                               | 64 7 | 2 6    |     |            |
| 2. |         | Altuğ Çelikbilek Ben Patael                              | 7 5  | 1 6    | 6 4 |            |
| 3. |         | Yankı Erel / Cem İlkel Daniel Cukierman / Jonatan Erlich | 3 6  | 1 6    |     |            |
| 4. |         | Cem İlkel Edan Lešem                                     | 2 6  | 64 7   |     |            |
| 5. |         | Altuğ Çelikbilek Daniel Cukierman                        |      |        |     | nehrálo se |
| |         |                                                          |      |        |     |            |
| |         |                                                          |      |        |     |            |
| |         |                                                          |      |        |     |            |
| |         |                                                          |      |        |     |            |
| |         |                                                          |      |        |     |            |

### Bosna a Hercegovina vs. Jihoafrická republika
| | Bosna a Hercegovina | 3 :                                                        | 1    | Jihoafrická republika |    |            |
| --- | ------------------- | ---------------------------------------------------------- | ---- | --------------------- | -- | ---------- |
| Arena Zenica, Zenica, Bosna a Hercegovina 6.–7. března 2020 tvrdý (h) |                     |                                                            |      |                       |    |            |
| \| \| \| \| 1. \| 2. \| 3. \| \| \| -- \| \| ---------------------------------------------------------- \| ---- \| --- \| -- \| ---------- \| \| 1. \| \| Damir Džumhur Ruan Roelofse \| 7 63 \| 7 5 \| \| \| \| 2. \| \| Mirza Bašić Lloyd Harris \| 5 7 \| 2 6 \| \| \| \| 3. \| \| Mirza Bašić / Tomislav Brkić Raven Klaasen / Ruan Roelofse \| 7 64 \| 6 3 \| \| \| \| 4. \| \| Damir Džumhur Lloyd Harris \| 6 1 \| 2 1 \| \| skreč \| \| 5. \| \| Mirza Bašić Ruan Roelofse \| \| \| \| nehrálo se \| \| \| \| \| \| \| \| \| \| \| \| \| \| \| \| \| \| \| \| \| \| \| \| \| \| \| \| \| \| \| \| \| \| \| \| \| \| \| \| \| |                     |                                                            |      |                       |    |            |
| |                     |                                                            | 1.   | 2.                    | 3. |            |
| 1. |                     | Damir Džumhur Ruan Roelofse                                | 7 63 | 7 5                   |    |            |
| 2. |                     | Mirza Bašić Lloyd Harris                                   | 5 7  | 2 6                   |    |            |
| 3. |                     | Mirza Bašić / Tomislav Brkić Raven Klaasen / Ruan Roelofse | 7 64 | 6 3                   |    |            |
| 4. |                     | Damir Džumhur Lloyd Harris                                 | 6 1  | 2 1                   |    | skreč      |
| 5. |                     | Mirza Bašić Ruan Roelofse                                  |      |                       |    | nehrálo se |
| |                     |                                                            |      |                       |    |            |
| |                     |                                                            |      |                       |    |            |
| |                     |                                                            |      |                       |    |            |
| |                     |                                                            |      |                       |    |            |
| |                     |                                                            |      |                       |    |            |

### Mexiko vs. Finsko
| | Mexiko | 2 :                                                                             | 3   | Finsko |     |  |
| --- | ------ | ------------------------------------------------------------------------------- | --- | ------ | --- |  |
| Club Deportivo La Asunción, Metepec, Mexiko 6.–7. března 2020 antuka |        |                                                                                 |     |        |     |  |
| \| \| \| \| 1. \| 2. \| 3. \| \| \| -- \| \| ------------------------------------------------------------------------------- \| --- \| ---- \| --- \| \| \| 1. \| \| Manuel Sánchez Patrik Niklas-Salminen \| 4 6 \| 4 6 \| \| \| \| 2. \| \| Gerardo López Villaseñor Otto Virtanen \| 6 3 \| 65 7 \| 7 5 \| \| \| 3. \| \| Santiago González / Miguel Ángel Reyes-Varela Harri Heliövaara / Henri Kontinen \| 3 6 \| 6 78 \| \| \| \| 4. \| \| Gerardo López Villaseñor Harri Heliövaara \| 6 0 \| 7 62 \| \| \| \| 5. \| \| Manuel Sánchez Otto Virtanen \| 2 6 \| 6 78 \| \| \| \| \| \| \| \| \| \| \| \| \| \| \| \| \| \| \| \| \| \| \| \| \| \| \| \| \| \| \| \| \| \| \| \| \| \| \| \| \| \| \| |        |                                                                                 |     |        |     |  |
| |        |                                                                                 | 1.  | 2.     | 3.  |  |
| 1. |        | Manuel Sánchez Patrik Niklas-Salminen                                           | 4 6 | 4 6    |     |  |
| 2. |        | Gerardo López Villaseñor Otto Virtanen                                          | 6 3 | 65 7   | 7 5 |  |
| 3. |        | Santiago González / Miguel Ángel Reyes-Varela Harri Heliövaara / Henri Kontinen | 3 6 | 6 78   |     |  |
| 4. |        | Gerardo López Villaseñor Harri Heliövaara                                       | 6 0 | 7 62   |     |  |
| 5. |        | Manuel Sánchez Otto Virtanen                                                    | 2 6 | 6 78   |     |  |
| |        |                                                                                 |     |        |     |  |
| |        |                                                                                 |     |        |     |  |
| |        |                                                                                 |     |        |     |  |
| |        |                                                                                 |     |        |     |  |
| |        |                                                                                 |     |        |     |  |

### Libanon vs. Thajsko
| | Libanon | 3 :                                                                          | 1      | Thajsko |      |            |
| --- | ------- | ---------------------------------------------------------------------------- | ------ | ------- | ---- | ---------- |
| Automobile and Touring Club of Lebanon, Džunija, Libanon 6.–7. března 2020 antuka |         |                                                                              |        |         |      |            |
| \| \| \| \| 1. \| 2. \| 3. \| \| \| -- \| \| ---------------------------------------------------------------------------- \| ------ \| ---- \| ---- \| ---------- \| \| 1. \| \| Benjamin Hassan Džirát Navasirisomboon \| 6 1 \| 6 2 \| \| \| \| 2. \| \| Hasan Ibrahim Višaja Trongčaroenčajkul \| 68 710 \| 6 3 \| 65 7 \| \| \| 3. \| \| Benjamin Hassan / Giovani Samaha Kittirat Kerdlaphee / Phongsapak Kerdlaphee \| 6 3 \| 67 9 \| 6 0 \| \| \| 4. \| \| Benjamin Hassan Višaja Trongčaroenčajkul \| 6 2 \| 6 0 \| \| \| \| 5. \| \| Hasan Ibrahim Džirát Navasirisomboon \| \| \| \| nehrálo se \| \| \| \| \| \| \| \| \| \| \| \| \| \| \| \| \| \| \| \| \| \| \| \| \| \| \| \| \| \| \| \| \| \| \| \| \| \| \| \| \| |         |                                                                              |        |         |      |            |
| |         |                                                                              | 1.     | 2.      | 3.   |            |
| 1. |         | Benjamin Hassan Džirát Navasirisomboon                                       | 6 1    | 6 2     |      |            |
| 2. |         | Hasan Ibrahim Višaja Trongčaroenčajkul                                       | 68 710 | 6 3     | 65 7 |            |
| 3. |         | Benjamin Hassan / Giovani Samaha Kittirat Kerdlaphee / Phongsapak Kerdlaphee | 6 3    | 67 9    | 6 0  |            |
| 4. |         | Benjamin Hassan Višaja Trongčaroenčajkul                                     | 6 2    | 6 0     |      |            |
| 5. |         | Hasan Ibrahim Džirát Navasirisomboon                                         |        |         |      | nehrálo se |
| |         |                                                                              |        |         |      |            |
| |         |                                                                              |        |         |      |            |
| |         |                                                                              |        |         |      |            |
| |         |                                                                              |        |         |      |            |
| |         |                                                                              |        |         |      |            |

### Nový Zéland vs. Venezuela
| | Nový Zéland | 3 :                                                                  | 1   | Venezuela |     |            |
| --- | ----------- | -------------------------------------------------------------------- | --- | --------- | --- | ---------- |
| ASB Tennis Centre, Auckland, Nový Zéland 6.–7. března 2020 tvrdý |             |                                                                      |     |           |     |            |
| \| \| \| \| 1. \| 2. \| 3. \| \| \| -- \| \| -------------------------------------------------------------------- \| --- \| ---- \| --- \| ---------- \| \| 1. \| \| Finn Tearney Jordi Muñoz Abreu \| 6 4 \| 6 4 \| \| \| \| 2. \| \| Ajeet Rai Luis David Martínez \| 7 5 \| 4 6 \| 2 6 \| \| \| 3. \| \| Marcus Daniell / Artem Sitak Luis David Martínez / Jordi Muñoz Abreu \| 6 3 \| 7 63 \| \| \| \| 4. \| \| Rubin Statham Brandon Pérez \| 6 2 \| 63 7 \| 4 1 \| skreč \| \| 5. \| \| Finn Tearney Luis David Martínez \| \| \| \| nehrálo se \| \| \| \| \| \| \| \| \| \| \| \| \| \| \| \| \| \| \| \| \| \| \| \| \| \| \| \| \| \| \| \| \| \| \| \| \| \| \| \| \| |             |                                                                      |     |           |     |            |
| |             |                                                                      | 1.  | 2.        | 3.  |            |
| 1. |             | Finn Tearney Jordi Muñoz Abreu                                       | 6 4 | 6 4       |     |            |
| 2. |             | Ajeet Rai Luis David Martínez                                        | 7 5 | 4 6       | 2 6 |            |
| 3. |             | Marcus Daniell / Artem Sitak Luis David Martínez / Jordi Muñoz Abreu | 6 3 | 7 63      |     |            |
| 4. |             | Rubin Statham Brandon Pérez                                          | 6 2 | 63 7      | 4 1 | skreč      |
| 5. |             | Finn Tearney Luis David Martínez                                     |     |           |     | nehrálo se |
| |             |                                                                      |     |           |     |            |
| |             |                                                                      |     |           |     |            |
| |             |                                                                      |     |           |     |            |
| |             |                                                                      |     |           |     |            |
| |             |                                                                      |     |           |     |            |

### Peru vs. Švýcarsko
| | Peru | 3 :                                                       | 1    | Švýcarsko |      |            |
| --- | ---- | --------------------------------------------------------- | ---- | --------- | ---- | ---------- |
| Club Lawn Tennis de la Exposición, Lima, Peru 6.–7. března 2020 antuka |      |                                                           |      |           |      |            |
| \| \| \| \| 1. \| 2. \| 3. \| \| \| -- \| \| --------------------------------------------------------- \| ---- \| ------ \| ---- \| ---------- \| \| 1. \| \| Juan Pablo Varillas Sandro Ehrat \| 7 64 \| 7 63 \| \| \| \| 2. \| \| Nicolás Álvarez Henri Laaksonen \| 4 6 \| 4 6 \| \| \| \| 3. \| \| Sergio Galdós / Jorge Panta Sandro Ehrat / Luca Margaroli \| 7 5 \| 710 68 \| \| \| \| 4. \| \| Juan Pablo Varillas Henri Laaksonen \| 6 3 \| 3 6 \| 7 63 \| \| \| 5. \| \| Nicolás Álvarez Sandro Ehrat \| \| \| \| nehrálo se \| \| \| \| \| \| \| \| \| \| \| \| \| \| \| \| \| \| \| \| \| \| \| \| \| \| \| \| \| \| \| \| \| \| \| \| \| \| \| \| \| |      |                                                           |      |           |      |            |
| |      |                                                           | 1.   | 2.        | 3.   |            |
| 1. |      | Juan Pablo Varillas Sandro Ehrat                          | 7 64 | 7 63      |      |            |
| 2. |      | Nicolás Álvarez Henri Laaksonen                           | 4 6  | 4 6       |      |            |
| 3. |      | Sergio Galdós / Jorge Panta Sandro Ehrat / Luca Margaroli | 7 5  | 710 68    |      |            |
| 4. |      | Juan Pablo Varillas Henri Laaksonen                       | 6 3  | 3 6       | 7 63 |            |
| 5. |      | Nicolás Álvarez Sandro Ehrat                              |      |           |      | nehrálo se |
| |      |                                                           |      |           |      |            |
| |      |                                                           |      |           |      |            |
| |      |                                                           |      |           |      |            |
| |      |                                                           |      |           |      |            |
| |      |                                                           |      |           |      |            |

### Norsko vs. Barbados
| | Norsko | 4 :                                                         | 0   | Barbados |    |            |
| --- | ------ | ----------------------------------------------------------- | --- | -------- | -- | ---------- |
| Tenisová aréna Oslo, Oslo, Norsko 6.–7. března 2020 tvrdý (h) |        |                                                             |     |          |    |            |
| \| \| \| \| 1. \| 2. \| 3. \| \| \| -- \| \| ----------------------------------------------------------- \| --- \| --- \| -- \| ---------- \| \| 1. \| \| Viktor Durasovic Darian King \| 6 4 \| 6 2 \| \| \| \| 2. \| \| Casper Ruud Haydn Lewis \| 6 2 \| 6 2 \| \| \| \| 3. \| \| Viktor Durasovic / Casper Ruud Haydn Lewis / Kaipo Marshall \| 6 3 \| 6 2 \| \| \| \| 4. \| \| Lukas Hellum Lilleengen Kaipo Marshall \| 6 2 \| 6 1 \| \| \| \| 5. \| \| Viktor Durasovic Haydn Lewis \| \| \| \| nehrálo se \| \| \| \| \| \| \| \| \| \| \| \| \| \| \| \| \| \| \| \| \| \| \| \| \| \| \| \| \| \| \| \| \| \| \| \| \| \| \| \| \| |        |                                                             |     |          |    |            |
| |        |                                                             | 1.  | 2.       | 3. |            |
| 1. |        | Viktor Durasovic Darian King                                | 6 4 | 6 2      |    |            |
| 2. |        | Casper Ruud Haydn Lewis                                     | 6 2 | 6 2      |    |            |
| 3. |        | Viktor Durasovic / Casper Ruud Haydn Lewis / Kaipo Marshall | 6 3 | 6 2      |    |            |
| 4. |        | Lukas Hellum Lilleengen Kaipo Marshall                      | 6 2 | 6 1      |    |            |
| 5. |        | Viktor Durasovic Haydn Lewis                                |     |          |    | nehrálo se |
| |        |                                                             |     |          |    |            |
| |        |                                                             |     |          |    |            |
| |        |                                                             |     |          |    |            |
| |        |                                                             |     |          |    |            |
| |        |                                                             |     |          |    |            |

### Litva vs. Portugalsko
| | Litva | 0 :                                                           | 4      | Portugalsko |          |            |
| --- | ----- | ------------------------------------------------------------- | ------ | ----------- | -------- | ---------- |
| Tenisová akademie Šiauliai, Šiauliai, Litva 6.–7. března 2020 tvrdý (h) |       |                                                               |        |             |          |            |
| \| \| \| \| 1. \| 2. \| 3. \| \| \| -- \| \| ------------------------------------------------------------- \| ------ \| --- \| -------- \| ---------- \| \| 1. \| \| Laurynas Grigelis Frederico Ferreira Silva \| 710 68 \| 3 6 \| 0 6 \| \| \| 2. \| \| Julius Tverijonas João Sousa \| 1 6 \| 3 6 \| \| \| \| 3. \| \| Laurynas Grigelis / Lukas Mugevičius João Sousa / Pedro Sousa \| 3 6 \| 1 6 \| \| \| \| 4. \| \| Laurynas Grigelis Pedro Sousa \| 65 7 \| 7 5 \| [3] [10] \| \| \| 5. \| \| Julius Tverijonas Frederico Ferreira Silva \| \| \| \| nehrálo se \| \| \| \| \| \| \| \| \| \| \| \| \| \| \| \| \| \| \| \| \| \| \| \| \| \| \| \| \| \| \| \| \| \| \| \| \| \| \| \| \| |       |                                                               |        |             |          |            |
| |       |                                                               | 1.     | 2.          | 3.       |            |
| 1. |       | Laurynas Grigelis Frederico Ferreira Silva                    | 710 68 | 3 6         | 0 6      |            |
| 2. |       | Julius Tverijonas João Sousa                                  | 1 6    | 3 6         |          |            |
| 3. |       | Laurynas Grigelis / Lukas Mugevičius João Sousa / Pedro Sousa | 3 6    | 1 6         |          |            |
| 4. |       | Laurynas Grigelis Pedro Sousa                                 | 65 7   | 7 5         | [3] [10] |            |
| 5. |       | Julius Tverijonas Frederico Ferreira Silva                    |        |             |          | nehrálo se |
| |       |                                                               |        |             |          |            |
| |       |                                                               |        |             |          |            |
| |       |                                                               |        |             |          |            |
| |       |                                                               |        |             |          |            |
| |       |                                                               |        |             |          |            |

### Rumunsko vs. Čína
| | Rumunsko | – : | –  | Čína |    |            |
| --- | --- | --- | -- | ---- | -- | ---------- |
| bez boje Sala Polyvalenta, Piatra Neamț, Rumunsko 6.–7. března 2020 tvrdý (h) | |     |    |      |    |            |
| \| \| \| \| 1. \| 2. \| 3. \| \| \| ----------- \| --------------------------------------------------------------------------------------------------------------------------------------------------------------------- \| \| -- \| -- \| -- \| ---------- \| \| 1. \| \| \| \| \| \| nehrálo se \| \| 2. \| \| \| \| \| \| nehrálo se \| \| 3. \| \| \| \| \| \| nehrálo se \| \| 4. \| \| \| \| \| \| nehrálo se \| \| 5. \| \| \| \| \| \| nehrálo se \| \| \| \| \| \| \| \| \| \| \| \| \| \| \| \| \| \| \| \| \| \| \| \| \| \| Podrobnosti \| \| \| \| \| \| \| \| \| Čína neodcestovala k mezistátnímu zápasu v důsledku probíhající koronavirové epidemie, která se rozšířila z Čínské lidové republiky. Rumunsko tak vyhrálo kontumačně. \| \| \| \| \| \| | |     |    |      |    |            |
| | |     | 1. | 2.   | 3. |            |
| 1. | |     |    |      |    | nehrálo se |
| 2. | |     |    |      |    | nehrálo se |
| 3. | |     |    |      |    | nehrálo se |
| 4. | |     |    |      |    | nehrálo se |
| 5. | |     |    |      |    | nehrálo se |
| | |     |    |      |    |            |
| | |     |    |      |    |            |
| | |     |    |      |    |            |
| Podrobnosti | |     |    |      |    |            |
| | Čína neodcestovala k mezistátnímu zápasu v důsledku probíhající koronavirové epidemie, která se rozšířila z Čínské lidové republiky. Rumunsko tak vyhrálo kontumačně. |     |    |      |    |            |